# 哈爾默什德鄉
47°09′N 22°37′E / 47.150°N 22.617°E
哈爾默什德鄉（羅馬尼亞語：Comuna Halmășd, Sălaj），是羅馬尼亞的鄉份，位於該國西北部，由瑟拉日縣負責管轄，面積60平方公里，海拔高度284米，2007年人口2,488，人口密度每平方公里42人。